# Juin 1962

## Événements
- 1er juin, Israël : exécution du criminel nazi Adolf Eichmann.

- 3 juin :
  - France : un vol charter d'Air France Chateau de Sully, sur Boeing 707, manque son décollage à Orly; L'explosion de l'appareil fit 130 morts sur 132 passagers[1].
  - Formule 1 : l’Écossais Jim Clark obtient — au volant de sa Lotus-Climax — la première pole position de sa carrière en Formule 1, à l’occasion de son 16e Grand Prix, lors du Grand Prix de Monaco, sur le circuit en ville de la principauté.

- 6 juin : pour la première fois, deux terroristes de l’OAS, condamnés à mort, sont fusillés.

- 10 juin, Cambodge : élections législatives; le Sangkum Reastr Niyum de Norodom Sihanouk rafle la totalité des sièges.
- 11 juin : Évasion de Frank Morris et des frères Clarence et John Aglin à Alcatraz.
- 14 juin : attentat de l'OAS à Oran, blessant mortellement le général Ginestet et le médecin-capitaine Mabille

- 15 juin :
  - Brésil : l'Acre est élevé au rang d'État.
  - Laos : gouvernement de coalition de Souvanna Phouma (neutraliste) au Laos (fin en 1975).

- 17 juin : 
  - l'accord Mostefaï-Susini signé entre le FLN et l'OAS marque la fin effective de la guerre d'Algérie.
  - Le pilote écossais Jim Clark remporte sa première victoire dans le championnat du monde de Formule 1 — lors de son 17e Grand Prix — au Grand Prix de Belgique, sur le Circuit de Spa-Francorchamps.

- 18 juin :
  - Algérie : plusieurs ministres du gouvernement provisoire de la République algérienne, dont Ben Bella, prennent position contre les accords signés la veille sur l’arrêt des violences entre Jean-Jacques Susini, représentant de l’OAS, et Chawki Mostefaï.
  - Canada : élections fédérales. John Diefenbaker (conservateur) forme un gouvernement minoritaire (fin en 1963).

- 22 juin, France : un Boeing 707 d'Air France s'abime en Guadeloupe, faisant 113 morts. Il s'agit du second accident pour la compagnie en trois semaines[2].

- 23 juin : départ de la trentième édition des 24 Heures du Mans.

- 24 juin : 
  - l'organisation du Tour de France décide de remplacer les équipes nationales ou régionales par des équipes privées.
  - Victoire d'Olivier Gendebien et Phil Hill aux 24 Heures du Mans.

- 25 juin, Mozambique: fondation du FRELIMO, Front de libération du Mozambique par Eduardo Mondlane.

- 27 juin, France : dans la nuit, le sculpteur Christo élève un mur de 240 barils dans la rue de Visconti à Paris, en réponse au mur de Berlin édifié un an plus tôt.

- 30 juin :
  - Algérie : les derniers soldats de la Légion étrangère quittent le sol algérien.
  - Mali : Modibo Keïta (1915-1977) retire le Mali de la zone franc et crée le franc malien et un Institut d’émission.

## Naissances
- 4 juin : Hakainde Hichilema, économiste et homme d'état zambien et président de la Zambie depuis 2021.
- 5 juin : Astrid de Belgique, princesse royale de Belgique.
- 7 juin : Lance Reddick, acteur américain († 17 mars 2023).
- 11 juin : Didier Berthet, prélat catholique français († 8 septembre 2023).
- 13 juin : Ally Sheedy, actrice américaine.
- 16 juin : Patrick Bourgeois, chanteur et musicien québécois.
- 17 juin : Lio, chanteuse et actrice belgo-portugaise francophone.
- 19 juin : 
  - Paula Abdul, chanteuse américaine.
  - Ralph « Bucky » Phillips, meurtrier américain.
- 22 juin : Stephen Chow, réalisateur hongkongais.
- 24 juin : 
  - Gautam Adani, milliardaire indien et troisième personne la plus riche du monde.
  - Claudia Sheinbaum, femme politique mexicaine.
- 25 juin : Ricardo Iorio, musicien argentin († 24 octobre 2023).
- 27 juin : Ollanta Humala, homme politique péruvien.
- 29 juin :
  - Frédéric Laffont, réalisateur français.
  - George D. Zamka, astronaute américain.

## Décès
- 6 juin : Yves Klein, peintre français (° 1928).
- 15 juin : Alfred Cortot, pianiste français
- 19 juin : Frank Borzage, réalisateur américain.